# Perry Monument
Le Perry Monument est un mémorial américain à Millcreek Township, dans le comté d'Érié, en Pennsylvanie. Il est situé au bord du lac Érié dans le parc d'État de Presque Isle. Il commémore Oliver Hazard Perry et sa victoire au terme de la bataille du lac Érié pendant la guerre anglo-américaine de 1812.